# 2006 au Yukon
Chronologie du Yukon
- 2002
- 2003
- 2004
- 2005
- 2006
- 2007
- 2008
- 2009
- 2010

Cette page concerne des événements d'actualité qui se sont produits durant l'année 2006 dans le territoire canadien du Yukon.

## Politique
- Premier ministre : Dennis Fentie (Parti du Yukon)
- Chef de l'Opposition officielle : Todd Hardy (NPD) (jusqu'au 1er mai) puis Arthur Mitchell (Parti libéral)
- Commissaire : Geraldine Van Bibber
- Législature : 31e puis 32e (en)

## Événements
- Bev Buckway (en), une joueuse de curling bien connu, devient le 14e mairesse de Whitehorse.
- 5 janvier : Gary Gordon (en) devient le nouveau évêque du diocèse de Whitehorse.
- 23 janvier : Le Parti conservateur de Stephen Harper remporte les élections fédérales et formera un gouvernement minoritaire. Les canadiens élisent à la Chambre des communes 124 députés conservateurs, 103 libéraux, 51 bloquistes, 29 néo-démocrates et 1 indépendant. Dans la circonscription du territoire du Yukon, le libéral Larry Bagnell est réélu pour un troisième mandat avec 48,52 % du vote. Parmi ses cinq adversaires : le néo-démocrate Pam Boyde avec 23,85 % du vote, la conservatrice Susan Greetham avec 23,67 % du vote et le vert Philippe LeBlond avec 3,96 % du vote.
- 28 février : Le député territoriale de Kluane Gary McRobb fut expulsé de son parti, le NPD et on apprend qu'il y a la possibilité de se présenter comme indépendant ou libéraux aux prochaines élections.
- 1er mars : À peine une journée de l'expulsion de McRobb, voilà le député de Mayo-Tatchun Eric Fairclough est expulsé lui aussi du NPD et il est possible qui sois lui aussi se présenter comme indépendant ou libéraux aux prochaines élections.
- 17 mars : Gary McRobb annonce qui se joindre au Parti libéral.
- 1er mai : Eric Fairclough annonce qui se joindre au Parti libéral, ce qui considère que ce parti remplace le NPD de l'Opposition officielle avec 4 sièges de plus.
- 2 août : Le député territoriale de McIntyre-Takhini John Edzerza démissionne du cabinet du gouvernement Fentie et quitte le caucus du Parti du Yukon. Le lendemain, il dit qu'il chercherait la nomination du NPD dans sa circonscription. Conformément à la politique du NPD, il siégera comme indépendant jusqu'à ce qui porte candidat à la nomination et élu plus tard candidat du NPD.
- 10 octobre : Le Parti du Yukon de Dennis Fentie remporte l'élection générale avec 10 sièges que moins 10 de l'élection précédente avec 40,6 % du vote et formera un gouvernement majoritaire. Le Parti libéral d'Arthur Mitchell remporte 5 sièges de plus que 4 précédemment en formant de nouveau l'Opposition officielle et le NPD de Todd Hardy ne remporte 3 sièges comme précédemment.